# Café de olla

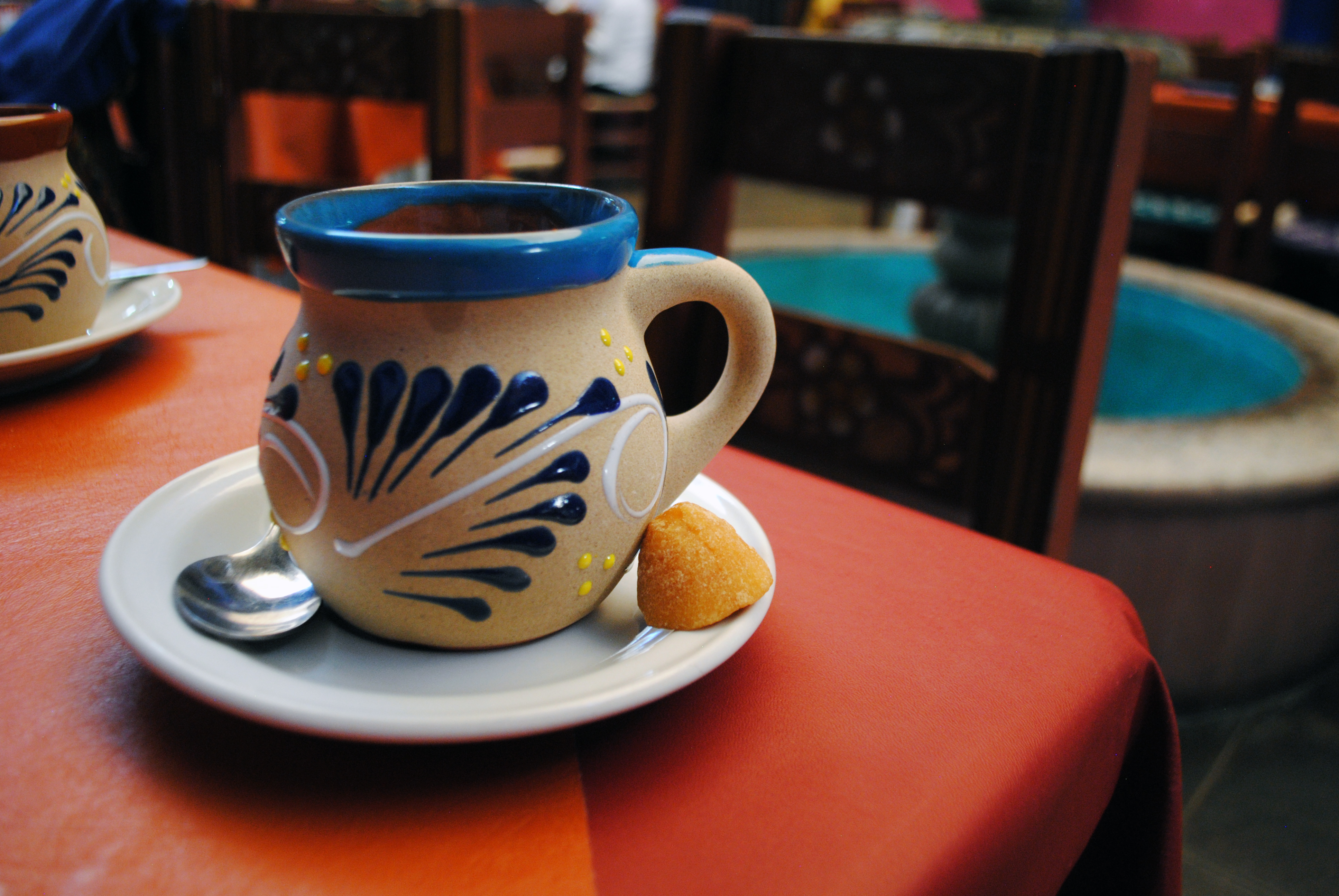
Café de olla

Café de olla (dosł. „kawa z garnka”) – tradycyjna meksykańska metoda parzenia kawy. 
Tradycyjnie napój przyrządzany jest w wyrabianych ręcznie glinianych naczyniach o grubym dnie (ollas de barra), od których pochodzi jego nazwa i użycie których ma nadawać kawie szczególnego smaku. Cynamon w laskach wraz z tzw. piloncillo (rodzaj nierafinowanego cukru trzcinowego, najczęściej w kawałkach) gotuje się w naczyniu z wodą, mieszając aż do rozpuszczenia się piloncillo, po czym dodaje się grubo zmielone ziarna kawy i całość znów gotuje pod przykryciem, od czasu do czasu mieszając. Następnie odcedza się napój i serwuje go w mniejszych glinianych naczyniach, niekiedy ze słodkim pieczywem lub herbatnikami. Oprócz podstawowych dodatków w postaci cynamonu i piloncillo, w przepisach pojawiają się również inne przyprawy, np. goździki, skórka pomarańczowa, czekolada, czy anyżek, niektórzy dodają mleko lub śmietankę.
Kawę przyrządzaną w ten sposób pije się w całym Meksyku, szczególnie w rejonach wiejskich i o chłodniejszym klimacie, na co dzień i przy okazji świąt. Pochodzenie napoju zaś wiązane jest z czasami rewolucji meksykańskiej, podczas której las soldaderas (kobiety pomagające rewolucjonistom) miały jako pierwsze przyrządzać dla bojowników kawę z dodającymi energii przyprawami w postaci cynamonu, goździków i czekolady, a słodzoną piloncillo. 